# Estreptobacilose
Estreptobacilose, Febre da mordedura do(a) rato/ratazana, febre de Haverhill ou eritema artrítica epidêmica é uma infecção bacteriana causada pelo Streptobacillus moniliformis, um bacilo aeróbico gram-negativo parte da flora normal de roedores. 
É muito similar à espirilose ou sodoku causada pelo Spirillum minus, que também é transmitida pela mordida/arranhadura de roedores.

## Causa
Apesar do nome, a maioria das pessoas contrai estreptobacilose através do contato com urina, saliva, fezes ou outras secreções de um roedor infectado e além de transmitida por mordida, pode ser transmitida por arranhadura. A fonte da infecção geralmente é um rato, porém vários outros roedores também podem transmitir a infecção, como esquilos, camundongos e gerbilos. A doença é encontrada no mundo inteiro, mas é mais comum na Ásia, Europa e América do Norte.

## Sinais e sintomas
Os sintomas geralmente aparecem entre 3 a 10 dias após a infecção, por exemplo através de mordida ou arranhão de rato, e inclui: 
- Febre súbita (38 a 41oC)
- Dor, vermelhidão e inchaço nas articulações (poliartrite)
- Erupções cutâneas (maculopapulares, vermelhas ou púrpuras)
- Dor de cabeça
- Calafrios
- Náusea e vômitos

Se não for tratada adequadamente, a infecção pode resultar em complicações como endocardite, miocardite, meningite, pneumonia ou sepse.

## Diagnósticos
Encontrando a bactéria Streptobacillus moniliformis nos líquidos infectados e cultivando-as em laboratório, porém como o cultivo é difícil também pode ser encontrada através de testes sanguíneos de anticorpos ou de reação em cadeia da polimerase (PCR). O cultivo deve revelar um bacilo pleomórfico fastidioso, imóvel, gram-negativo e micro-aerofílico.

## Tratamento
Pode ser tratada com diversos antibióticos, incluindo penicilina G, eritromicina ou tetraciclinas para 7-14 dias. Possíveis complicações incluem endocardite, pericardite, miocardite, nefrite e hepatomegalia. Sem tratamento a mortalidade é de até 25% em crianças e idosos e entre 7 e 13% em adultos previamente saudáveis.
Pode-se prevenir a doença com uso de antibiótico logo após a mordida ou arranhadura por um roedor.